# Gerrit Jacob de Waard
Gerrit Jacob de Waard (Bedum, 14 november 1838 – Kloosterveen, 18 februari 1900) was een Nederlandse fabrikant en politicus.

## Leven en werk
De Waard was een zoon van Klaas Oeges de Waard en Jantien Boerma. Hij stichtte in 1863 een stoomoliefabriek in Kloosterveen, vlak bij de Witterbrug en de stad Assen. Hij stond daarmee aan de basis van de industriële ontwikkeling van de Drentse hoofdstad. Rond 1880 was zijn stoomoliefabriek slechts een van de vier ondernemingen in Assen die tien of meer arbeiders in dienst had. Hij was ook mede-oprichter en eerste voorzitter van de Kamer van Koophandel in Assen. De onderneming die hij stichtte, zou tot vér in de 20e eeuw zijn naam dragen.
Hij was ook een ondernemer met een sociale antenne. Hij was een van de eerste ondernemers in Assen die in 1871 openlijk in een opinie-artikel de Sociale kwestie bespreekbaar maakte. Hij noemde het lot van de werkman verre van benijdenswaardig. Hij was van mening dat de overheid regulerend moest optreden om het lot van de arbeiders te verlichten. Hij noemde als concrete maatregelen het verbeteren van het fiscale stelsel, het weren van Duitse arbeiders en kosteloos en verplicht onderwijs.        
Hij werd ook als lokaal politicus actief. In 1873 werd hij lid van de gemeenteraad van Assen en zou dat blijven tot 1899. Als zodanig was hij ook mede-oprichter van de Burgerkiesvereeniging Assen, die een belangrijke rol speelde in het openbreken van het zgn. 'Herenbolwerk', een tamelijk gesloten kaste van welgestelden die de dienst uitmaakten in Drenthe. In 1887 werd hij tevens lid van Provinciale Staten van Drenthe. Hij overleed na een langdurig ziekbed. Zijn schoonzoon, Albert van Leusen, die al sinds 1896 mede-firmant was, zette de zaak voort.
1. ↑  Opinie-artikel van G.J. de Waard over de Sociale Kwestie uit de PDAC van 24-06-1871